# Aelurillus basseleti
Aelurillus basseleti är en spindelart som först beskrevs av Lucas 1846.  Aelurillus basseleti ingår i släktet Aelurillus och familjen hoppspindlar. Inga underarter finns listade i Catalogue of Life.